# Tommi Kivistö
Tommi Kivistö (* 7. Juni 1991 in Vantaa) ist ein finnischer Eishockeyspieler, der seit 2022 bei Oulun Kärpät in der finnischen Liiga spielt.

## Karriere
Tommi Kivistö begann seine Karriere als Eishockeyspieler in der Jugend des finnischen Erstligisten Jokerit aus Helsinki. Beim CHL Import Draft 2008 wurde er von den Red Deer Rebels in der ersten Runde als insgesamt sechster Spieler gezogen und wechselte daraufhin zu dem Team aus Alberta in die Western Hockey League. Am Ende der Saison 2008/09 wurde er für das CHL Top Prospects Game nominiert. Anschließend wählten ihn die Carolina Hurricanes beim NHL Entry Draft 2009 in der siebten Runde als insgesamt 208. Spieler aus. Er kehrte jedoch vorerst zu Jokerit zurück, wo er in der Liiga spielte. Er kam aber auch zu Einsätzen bei Kiekko-Vantaa in der zweitklassigen Mestis. 2012 wechselte Kivistö dann doch in das System der Hurricanes und spielte eine Saison für deren Farmteams Charlotte Checkers (American Hockey League) und Florida Everblades (ECHL). Anschließend zog es ihn wieder nach Finnland, wo er zwei Jahre bei Tampereen Ilves in der Liiga verbrachte. Nachdem er zwei Jahre bei Awtomobilist Jekaterinburg in der Kontinentalen Hockey-Liga (KHL) verbracht hatte, wechselte er 2017 erneut zu Jokerit, das inzwischen ebenfalls in der KHL spielte. Als sich Jokerit nach dem russischen Überfall auf die Ukraine  im Februar 2022 aus der KHL zurückzog, beendete Kivistö die Saison bei den ZSC Lions in der Schweiz. Seit Sommer 2022 spielt er bei Oulun Kärpät in Finnland.

### International
Für Finnland nahm Kivistö an den U18-Weltmeisterschaften 2008 und 2009, als die Bronzemedaille gewonnen wurde, sowie den U20-Weltmeisterschaften 2009, 2010 und 2011 teil.
Mit der finnischen Herrenauswahl nahm er erstmals an der Weltmeisterschaft 2014 teil, als die Finnen Vizeweltmeister wurden. Auch 2016, als erneut die Silbermedaille gewonnen wurde, und 2018 nahm er an Weltmeisterschaftsturnieren teil. Zudem vertrat er seine Farben bei den Olympischen Winterspielen in Pyeongchang 2018.

## Erfolge und Auszeichnungen
- 2009 Teilnahme am CHL Top Prospects Game
- 2009 Bronzemedaille bei der U18-Weltmeisterschaft
- 2014 Silbermedaille bei der Weltmeisterschaft
- 2016 Silbermedaille bei der Weltmeisterschaft

## Statistik
(Stand: Ende der Saison 2024/25)